# Іванило Михайло Іванович
Михайло Іванович Іванило (Псевдо: «Вишня», «Мирон», «Семен», «1013»; 1921, с. Черче біля Рогатина, нині Івано-Франківська область — 4 грудня 1951, с. Явче, Рогатинський район, Івано-Франківська область) — окружний провідник ОУН Рогатинщини, лицар Срібного хреста заслуги УПА.

## Життєпис
Освіта середня. Активний діяч товариств «Просвіта», «Луг», «Рідна школа». Член ОУН із 1940 р. Заступник керівника Рогатинського повітового проводу ОУН (1944—1945), організаційний референт (1945—1946), референт пропаганди (1946—1948), а відтак керівник (08.1948-12.1951) Рогатинського окружного проводу ОУН. Загинув, потрапивши на засідку військ МДБ.

## Нагороди
- Згідно з Постановою УГВР від 5.07.1951 р. і Наказом Головного військового штабу УПА ч. 1/51 від 25.07.1951 р. керівник Рогатинського окружного проводу ОУН Михайло Іванило — «Вишня» нагороджений Срібним хрестом заслуги УПА.

## Вшанування памяті
- 3.10.2019 р. від імені Координаційної ради з вшанування пам'яті нагороджених Лицарів ОУН і УПА у м. Рогатин Івано-Франківської обл. Срібний хрест заслуги УПА (№ 059) переданий Степанові Іванилу, племіннику Михайла Іванила — «Вишні».